# Jordan ved sommer-OL 2024
Jordan deltog i sommer-OL 2024 i Paris, Frankrig fra 26. juli til 11. august 2024.
Jordan vandt én sølvmedalje, som Zaid Kareem vandt i herrernes 68 kg-klasse i taekwondo.

## Medaljer
| 2024 Paris | Guld | Sølv | Bronze | Total |
| Jordan     | 0    | 1    | 0      | 1     |

### Medaljevinderne
| Jordan under sommer-OL 2024 i Paris | Jordan under sommer-OL 2024 i Paris | Jordan under sommer-OL 2024 i Paris | Jordan under sommer-OL 2024 i Paris | Jordan under sommer-OL 2024 i Paris |
| Medalje                             | Navn                                | Sport                               | Event                               | Dato                                |
| ----------------------------------- | ----------------------------------- | ----------------------------------- | ----------------------------------- | ----------------------------------- |
| Sølv                                | Zaid Kareem                         | Taekwondo                           | Men's 68 kg                         | 8. august                           |